# Union des Ligues Européennes de Basket
ULEB (in het Frans: Union des Ligues Européennes de Basket, in het Engels: Union of European Leagues of Basketball) werd opgericht in 1991 met de bedoeling en professionele samenwerking te creëren tussen de Europese basketbalcompetities. Het hoofdkwartier van ULEB is in Brussel, België.

## Geschiedenis
ULEB begon in 1991 met Lega Basket Serie A (Italië), Asociación de Clubes de Baloncesto (Spanje), en Ligue Nationale de Basketball (Frankrijk), en werd in 1996 uitgebreid met Hellenic Basketball Clubs Association, dat de leiding heeft over A1 Ethniki basketball league (Griekenland) en Liga dos Clubes de Basquetebol (Portugal). In 1999 kwamen Basketball League Belgium (België), British Basketball League (Groot-Brittannië) en Ligue Nationale de Basket (Zwitserland) bij ULEB.
ULEB breidde in 2001 uit met Deutsche Basketball Bundesliga (BBL) Duitsland, Federatie Eredivisie Basketballclubs (Nederland), en Polska Liga Koszykówki (Polen). De Adriatic Basketball Association kwam in februari 2002 bij ULEB. In oktober 2002 kwam de Österreichische Basketball Bundesliga (Oostenrijk) bij ULEB. In juni 2003 kwam Lietuvos Krepšinio Lyga (Litouwen) en in 2004 kwam Asociace M. Prvoligovych Klubu (Tsjechië) bij ULEB. In juli 2005 kwam Ligat HaAl Israël bij ULEB.
In 2000 besliste ULEB om te breken met FIBA en een nieuwe EuroLeague te starten. Ze wilde starten met het seizoen EuroLeague 2000-01. Het eerste seizoen in de EuroLeague kende vijf wedstrijden in de finale (in plaats van de traditionele één), maar dat werd na een jaar weer veranderd. FIBA startte haar eigen competitie, die de Suproleague als naam kreeg, maar werd na een jaar opgeheven. De nieuwe ULEB Euroleague werd geaccepteerd als de nieuwe topcompetitie in Europa. De Koraċ Cup en de Saporta Cup werden opgeheven en samengevoegd door ULEB. De nieuwe vereniging ging ULEB Cup heten. Het toernooi heet tegenwoordig EuroCup.
In 2022 voegde Swiss Basketball League (Zwitserland) zich opnieuw toe na eerder ook al lid te zijn geweest samen met Korisliiga (Finland).

## Leden
| Land        | Organisatie                                    | Toetreding | Competitie              |
| ----------- | ---------------------------------------------- | ---------- | ----------------------- |
| Spanje      | Asociación de Clubs de Baloncesto              | 1991       | Liga ACB                |
| Italië      | Lega Società di Pallacanestro Serie A          | 1991       | Lega Basket Serie A     |
| Frankrijk   | Ligue Nationale de Basket                      | 1991       | LNB Pro A               |
| Griekenland | Hellenic Basketball Clubs Association          | 1996       | Basket League           |
| België      | Basketball Belgium                             | 1999       | BNXT League             |
| Nederland   | Nederlandse Basketball Bond                    | 2001       | BNXT League             |
| Duitsland   | Basketball Bundesliga GmbH                     | 2001       | Basketball Bundesliga   |
| Polen       | Polska Liga Koszykówki SA                      | 2001       | Polska Liga Koszykówki  |
| Litouwen    | Lietuvos krepšinio asosiacija                  | 2003       | Lietuvos Krepšinio Lyga |
| Israël      | Israeli Basketball Super League Administration | 2005       | Ligat ha'Al             |
| Rusland     | VTB United League                              | 2014       | VTB United League       |
| Zwitserland | Swiss Basketball                               | 2022       | Swiss Basketball League |
| Finland     | Basketball Finland                             | 2022       | Korisliiga              |

### Voormalige leden
| Land                     | Organisatie                         | Toetreding | Uittreding | Competitie                            |
| ------------------------ | ----------------------------------- | ---------- | ---------- | ------------------------------------- |
| Portugal                 | Federação Portuguesa de Basquetebol | 1996       | 2008       | Liga Portuguesa de Basquetebol        |
| Zwitserland              | Swiss Basketball                    | 1999       | 2016       | Championnat LNA                       |
| Verenigd Koninkrijk      | British Basketball League           | 1999       | 2017       | BBL Championship                      |
| Vlag van onbekend gebied |                                     | 2002       | 2015       | ABA League                            |
| Oostenrijk               | Basketball Austria                  | 2002       | 2015       | Österreichische Basketball Bundesliga |
| Tsjechië                 | Česká basketbalová federace         | 2004       | 2016       | Národní basketbalová liga             |
| Rusland                  | Russische Basketbal Federatie       | 2011       | 2013       | Russische superliga                   |

## Voorzitters
| Voorzitter            | Termijn   |
| --------------------- | --------- |
| Gianluigi Porelli     | 1991-1998 |
| Eduardo Portela       | 1998-2016 |
| Tomas Van Den Spiegel | 2016-     |

## Veranderde regels
ULEB besliste ook om te breken met de FIBA-regels en adopteerde de regels die dichter bij de NBA kwamen. De NBA's jump ball en 24-seconde regels waren de eerste veranderde regels in 2002 en 2003. De hoop was dat ULEB zou gaan spelen met regels die aantrekkelijker waren voor spelers en toeschouwers, iets dat FIBA niet deed.